# Tour of Oman 2021
Tour of Oman 2021 var planlagt til at være den 11. udgave af det omanske etapeløb Tour of Oman. Cykelløbets seks etaper skulle køres fra 9. februar til 14. februar 2021, men blev aflyst på grund af coronaviruspandemien. Løbet var en del UCI ProSeries 2021. Den oprindelige 11. udgave blev i 2020 aflyst på grund af sultan Qaboos bin Said Al Bu Saidis død, og den efterfølgende 40 dages sørgeperiode i Oman.